# 马金铺街道
马金铺街道是中国云南省昆明市呈贡区下辖的一个街道，由昆明高新技术产业开发区管委会托管。

## 行政区划
马金铺街道下辖以下地区：
化城社区、化古城社区、马金铺社区、高登社区、中卫社区、白云社区、林塘社区、大营社区、庄子社区、小营社区、横冲社区、风口社区和秋木箐社区。